# Baltischer Weg

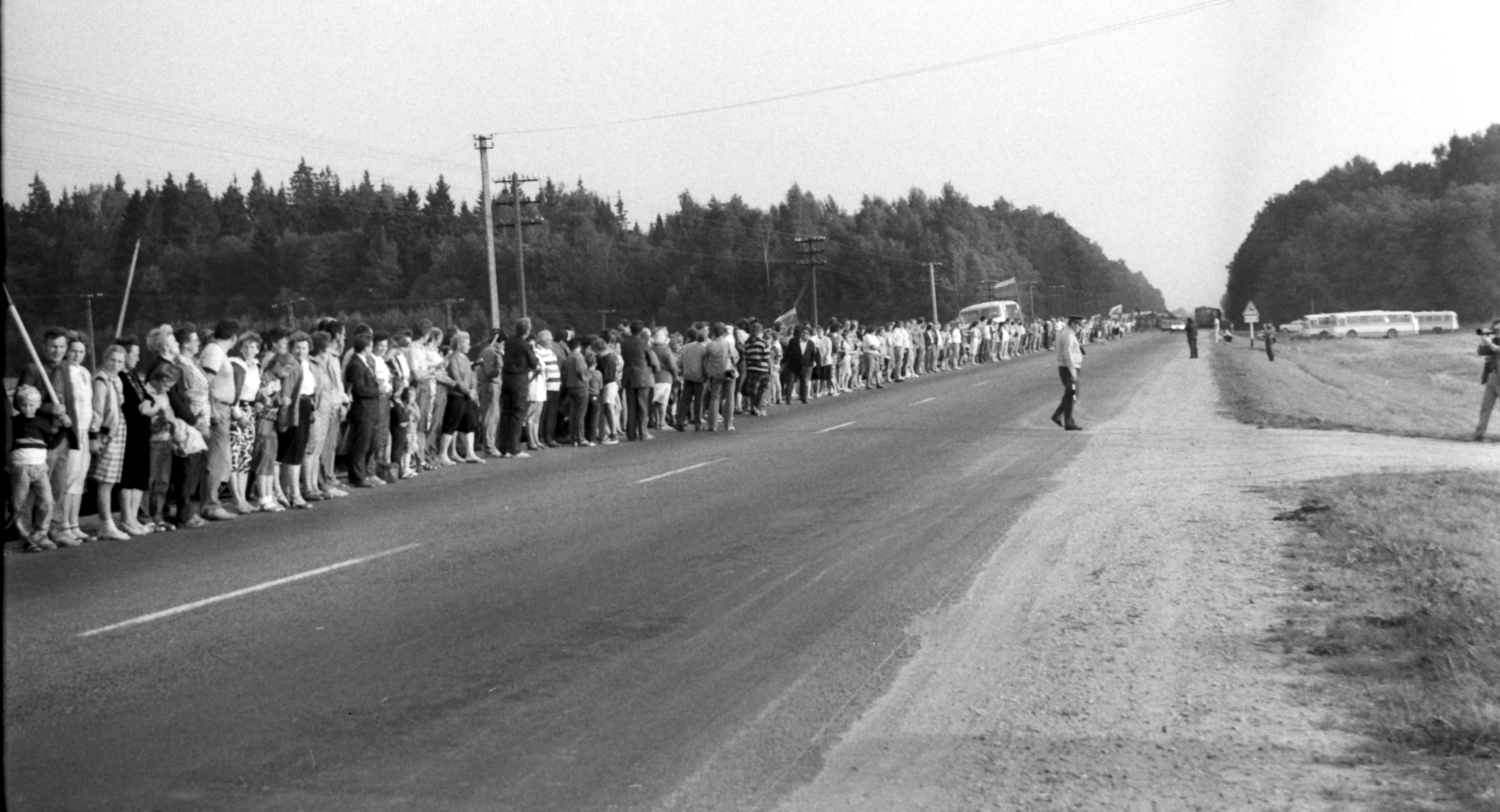
Baltischer Weg in Litauen

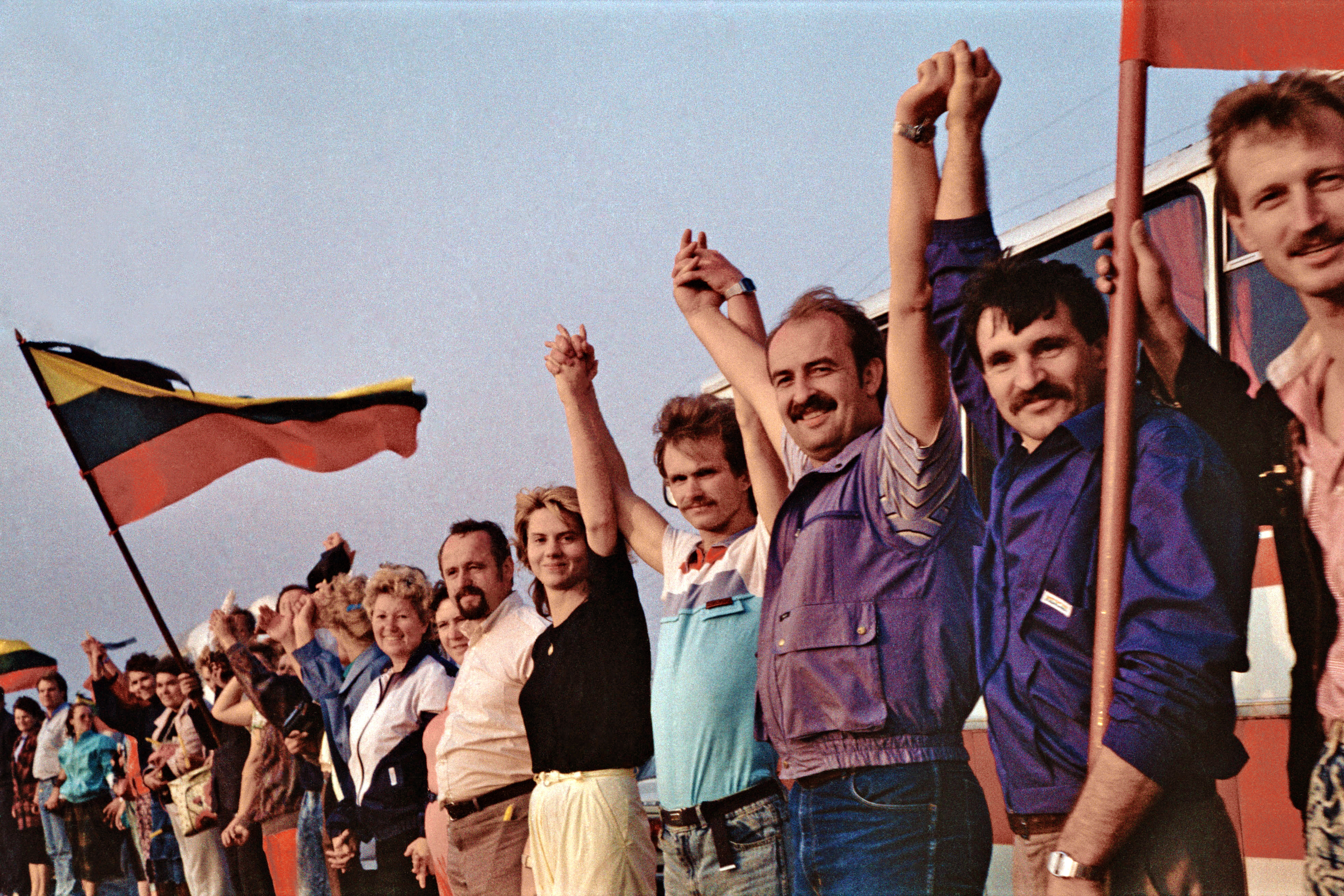
Baltischer Weg in Litauen

Der baltische Weg

Der Baltische Weg (litauisch Baltijos kelias, lettisch Baltijas ceļš, estnisch Balti kett, Letzteres wörtlich Baltische Kette) war eine 650 km (nach anderen Angaben: 675 km) lange Menschenkette im Baltikum am 23. August 1989.

## Vorgeschichte
Am 23. August 1979 (genau 40 Jahre nach der Unterzeichnung des Hitler-Stalin-Paktes) hatten sich baltische Dissidenten und Mitglieder der Helsinki-Gruppe im «Baltischen Appell» an die Öffentlichkeit gewandt, um eine Veröffentlichung und anschließende Annullierung des Paktes zu erreichen. Westliche Unterstützung blieb aus und die Unterzeichner wurden verfolgt. Ende 1979 (Sowjetische Aufrüstung mit SS-20-Raketen und anschließender NATO-Doppelbeschluss) waren die Spannungen zwischen Ostblock und westlicher Welt hoch.
Im März 1985 wurde  Michael Gorbatschow Generalsekretär des Zentralkomitees der Kommunistischen Partei der Sowjetunion (KPdSU). Während des 27. Parteitages der KPdSU im Februar 1986 begann er Glasnost und Perestroika in der Sowjetunion.
1986 forderte die lettische Dissidentengruppe Helsinki-86 die Veröffentlichung und Aufhebung des Vertrages und regte für den 50. Jahrestag (23. August 1989) gemeinsame Proteste in den baltischen Staaten an. Esten, Letten und Litauer thematisierten zunächst während der Perestroika vermeintlich unpolitische ökologische Themen wie den Phosphoritabbau in Nordestland und den geplanten Bau eines U-Bahn-Netzes in Riga. Nach der Nuklearkatastrophe von Tschernobyl (26. April 1986) protestierten sie auch gegen das Kernkraftwerk Ignalina, dessen Block I Ende 1983 trotz Problemen beim Anfahren  in Betrieb genommen worden war.
Mit der Singenden Revolution und den baltischen Volksfrontbewegungen entstanden Unabhängigkeitsbewegungen, die zu jedem Jahrestag des Paktes größere Demonstrationen organisierten.

## Anlass
Anlässlich des 50. Jahrestages des Hitler-Stalin-Paktes schlossen sich über zwei Millionen Esten, Letten und Litauer zu einer Menschenkette zusammen, um ihre Einigkeit in dem Drang nach Freiheit und Unabhängigkeit von der Sowjetunion zu demonstrieren. Aufgerufen hatten die Volksfrontbewegungen Rahvarinne (Estland), Tautas Fronte (Lettland) und Sąjūdis (Litauen). Allein in Litauen unterschrieben 1,2 Millionen Menschen den baltischen Appell an die Bundesrepublik, die DDR, die Sowjetunion und die UNO, das gesamte deutsch-sowjetische Vertragswerk zu annullieren.
Das Zentralkomitee der KPdSU verurteilte die Demonstration als extremistisch und schädlich für das Sowjetvolk und trieb damit die Menschen in die Arme der baltischen Unabhängigkeitsbefürworter.
Nach dem Hitler-Stalin-Pakt, nach dessen Geheimen Zusatzprotokoll sowie dessen Deutsch-Sowjetischen Grenz- und Freundschaftsvertrag fielen Estland, Lettland und Litauen an die Sowjetunion. Nach der Liquidierung und Eingliederung der baltischen Staaten in die Sowjetunion im Juni 1940 kam es zu Massendeportationen vor allem von Angehörigen der bürgerlichen Elite in die Zwangsarbeitslager des Gulag. In den Jahren 1945 und 1949 kam es zu neuen Massendeportationen im Baltikum sowie zur Ansiedlung Hunderttausender russischsprachiger Sowjetbürger mit dem Ziel, die neuen Teilrepubliken zu russifizieren.
Die Menschenkette reichte von Vilnius in Litauen über Riga in Lettland bis nach Tallinn in Estland. Sie ist die längste bekannte Menschenkette der Geschichte.

## Andenken
Des Baltischen Weges wurde von Seiten der Staaten mit Monumenten und Gedenkmünzen gedacht. Des Weiteren wurden Dokumente zum Baltischen Weg 2009 in das Weltdokumentenerbe der UNESCO aufgenommen. Auch das Straßenradrennen Baltic Chain Tour erinnert daran.

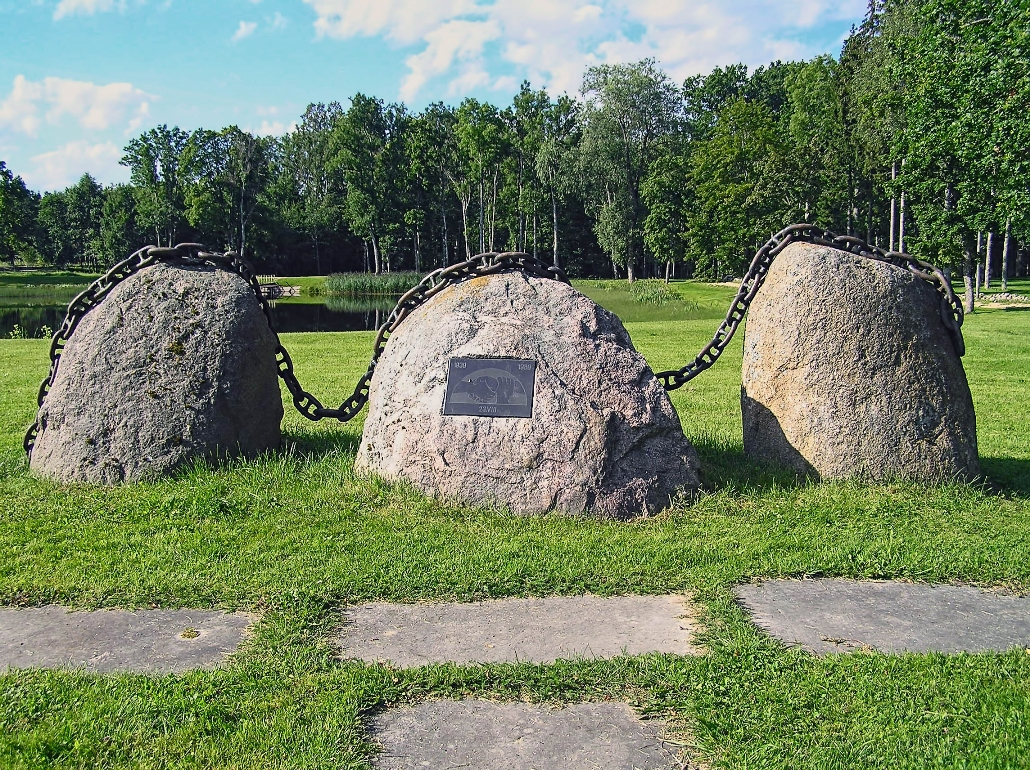
Monument zum Andenken in Estland
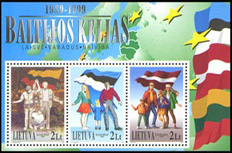
Briefmarke in Litauen
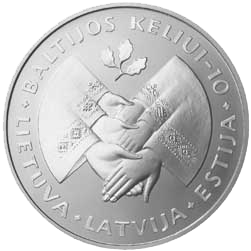
1-Litas-Gedenkmünze zum 10-jährigen Jubiläum
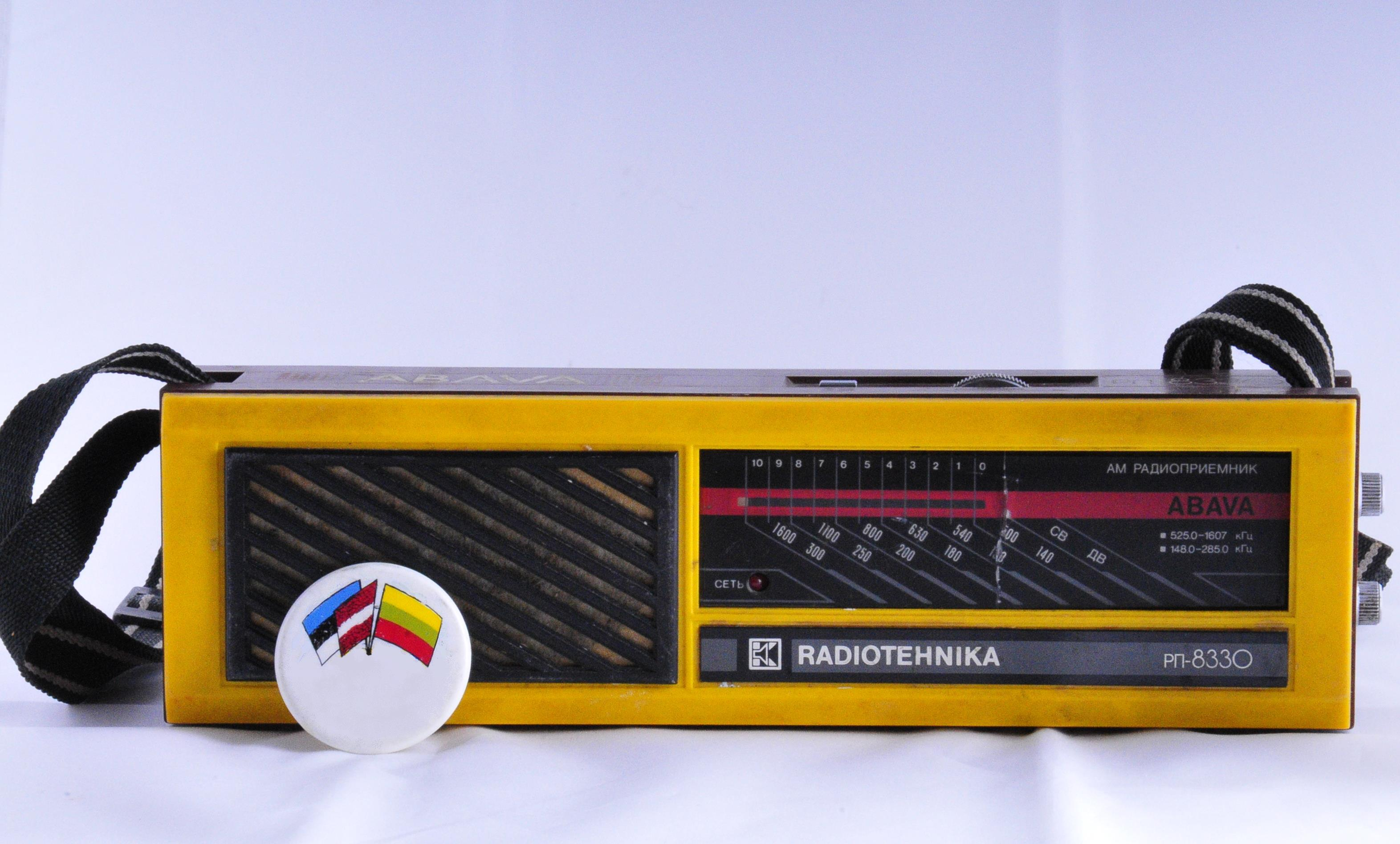
Die Akteure trugen häufig tragbare Radios bei sich, über die die Zeit zur Bildung der Menschenkette von Tallinn über Riga bis Vilnius durchgesagt wurde.
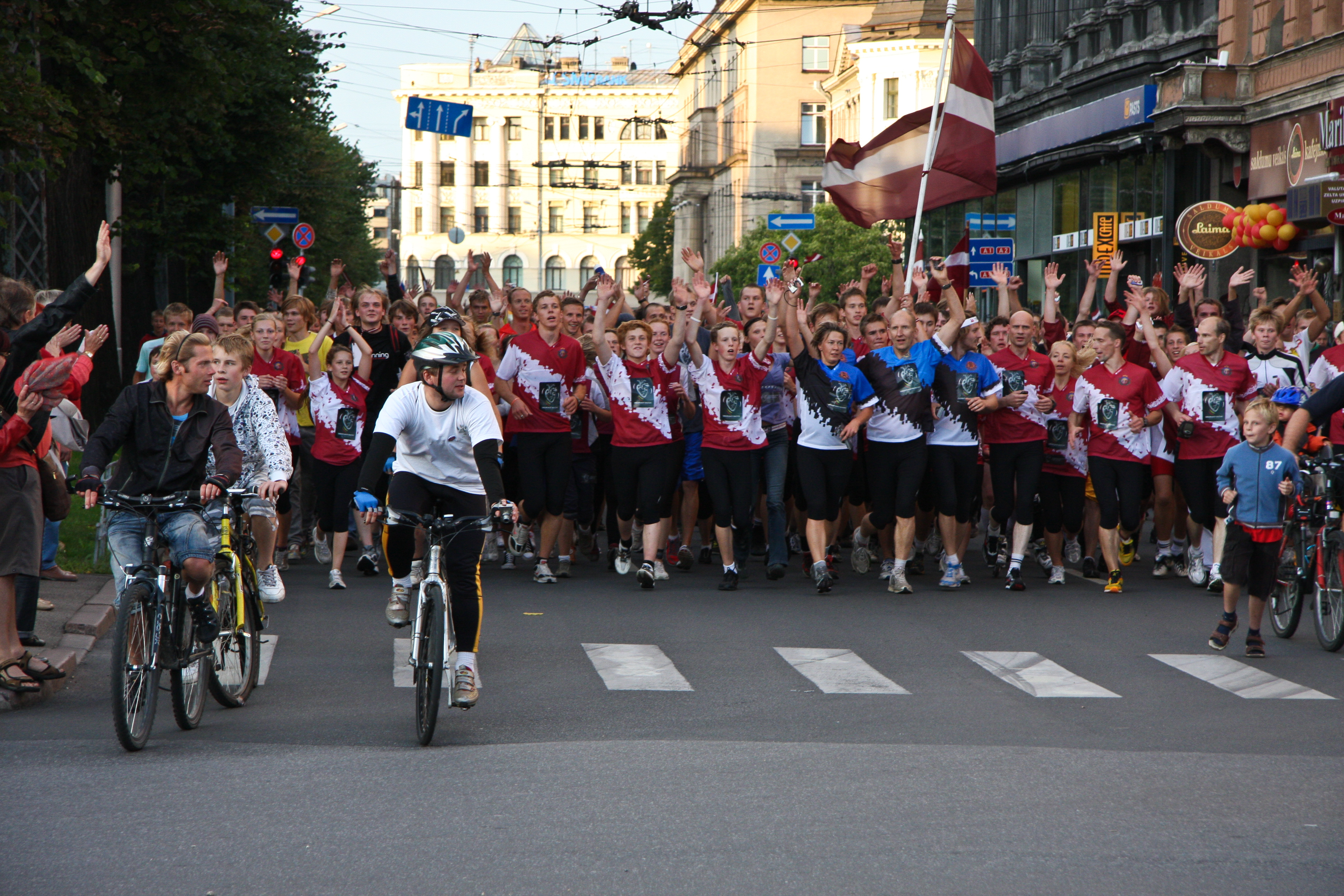
Lettische Läufer beim 20-Jahres-Fest in Riga, 2009
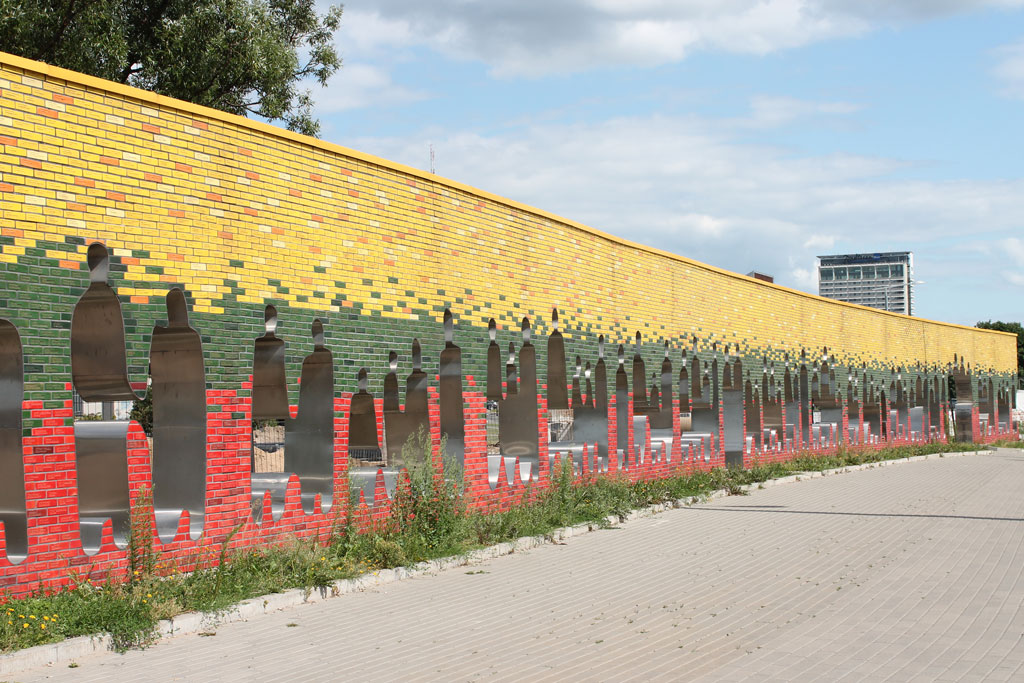
Monument in Vilnius, Konstitucijos prospektas

## Filme
Dokumentationen
- Der Baltische Weg – Eine Menschenkette für die Freiheit, Regie: Judith Voelker, SWR, Deutschland/Estland/Lettland 2025, 52 Min. (online verfügbar auf arte.tv bis 30. Oktober 2025).

Video-Chroniken
- Litauen auf YouTube
- Lettland auf YouTube